# Монтичело д'Алба
Монтичѐло д'А̀лба (на италиански: Monticello d'Alba; на пиемонтски: Montisel, Монтисел) е село и община в Северна Италия, провинция Кунео, регион Пиемонт. Разположено е на 320 m надморска височина. Населението на общината е 2220 души (към 2010 г.).